# Feud (serie televisiva)
Feud è una serie televisiva antologica statunitense la cui prima stagione è stata trasmessa dal 5 marzo al 23 aprile 2017 dalla rete via cavo FX. Nel febbraio 2017, FX ha rinnovato la serie per una seconda stagione. A seguito di una pausa, nell'aprile 2022, è stato annunciato che la seconda stagione si sarebbe intitolata Capote vs. The Swans. Questa si concentra sulle conseguenze di un romanzo a chiave scritto da Truman Capote ed è stata trasmessa negli Stati Uniti dal 31 gennaio al 13 marzo 2024.

## Trama

### Prima stagione:Bette and Joan
La prima stagione, intitolata Feud - Bette and Joan, è incentrata sull'accesa rivalità tra le attrici Bette Davis e Joan Crawford nella vita professionale ed in particolare durante la lavorazione al film del 1962 Che fine ha fatto Baby Jane?.

### Seconda stagione:Capote vs. The Swans
La seconda stagione, intitolata Feud - Capote vs. The Swans, è incentrata su come l'autore Truman Capote abbia pugnalato alle spalle molte delle sue amiche pubblicando il racconto La Côte Basque, 1965 nel 1975 su Esquire. I personaggi della storia erano infatti versioni sottilmente camuffate delle amiche e delle confidenti dell'autore, e il pezzo ha reso noto al mondo intero molti dei loro segreti più scandalosi. Tra le donne a cui fa riferimento Capote, spiccano i nomi di Babe Paley, moglie del capo della CBS Bill Paley, Slim Keith, Pamela Churchill Harriman, ex-moglie del figlio di Winston Churchill, Lee Radziwill, sorella di Jackie Kennedy, Gloria Guinness e C.Z. Guest.

## Episodi
| Stagione         | Sottotitolo          | Episodi | Prima TV USA | Prima TV Italia |
| ---------------- | -------------------- | ------- | ------------ | --------------- |
| Prima stagione   | Bette and Joan       | 8       | 2017         | 2018            |
| Seconda stagione | Capote vs. The Swans | 8       | 2024         | 2024            |

## Personaggi e interpreti

### Prima stagione:Bette and Joan

#### Principali
- Joan Crawford, interpretata da Jessica Lange, doppiata da Micaela Esdra.
- Bette Davis, interpretata da Susan Sarandon, doppiata da Anna Rita Pasanisi.
- Hedda Hopper, interpretata da Judy Davis, attrice e giornalista di gossip americana, doppiata da Melina Martello.
- Mamacita, interpretata da Jackie Hoffman, domestica di Joan Crawford, doppiata da Doriana Chierici.
- Robert Aldrich, interpretato da Alfred Molina, regista e produttore americano, doppiato da Ennio Coltorti.
- Jack L. Warner, interpretato da Stanley Tucci, capo della Warner Bros., doppiato da Luca Biagini.
- Pauline Jameson, interpretata da Alison Wright, assistente di Robert Aldrich, doppiata da Rachele Paolelli.

#### Ricorrenti
- Olivia de Havilland, interpretata da Catherine Zeta-Jones, attrice e amica di Bette Davis che recitò al suo fianco in Piano...piano, dolce Carlotta e partecipò a un documentario nel 1978 su Joan Crawford, doppiata da Francesca Fiorentini.
- B.D. Merrill, interpretata da Kiernan Shipka, figlia di Bette Davis.
- Joan Blondell, interpretata da Kathy Bates, attrice e amica di Bette Davis che partecipò nel 1978 a un documentario su Joan Crawford, doppiata da Vittoria Febbi.
- Victor Buono, interpretato da Dominic Burgess, attore che recitò in Che fine ha fatto Baby Jane? e Piano...piano, dolce Carlotta e grande amico di Bette Davis, doppiato da Gianluca Machelli.
- Peter, interpretato da Reed Diamond, ultimo amante di Joan Crawford.
- Adam Freedman, interpretato da Joel Kelley Dauten, produttore del documentario su Joan Crawford del 1978.
- Harriet Foster Aldrich, interpretata da Molly Price, moglie di Robert Aldrich.
- Marty, interpretato da Ken Lerner, agente di Joan Crawford.

#### Figure storiche
Feud vede la comparsa di attori, attrici, direttori, registi e altre figure storiche del tempo, tra cui:
- Gary Merrill, interpretato da Mark Valley, attore e ultimo marito di Bette Davis.
- Patrick O'Neal, interpretato da Jake Robards, attore che recitò con Bette Davis in La notte dell'iguana.
- Frank Sinatra, interpretato da Toby Huss, attore e cantante che recitò in un film di Aldrich.
- Geraldine Page, interpretata da Sarah Paulson, attrice nominata come Miglior Attrice agli Oscar del 1963 insieme a Bette Davis.
- Rip Torn, interpretato da Cash Black, marito di Geraldine Page.
- Anne Bancroft, interpretata da Serinda Swan, attrice vincitrice della categoria Miglior Attrice agli Oscar del 1963.
- Patty Duke, interpretata da Paris Verra, attrice vincitrice della categoria Miglior Attrice Non Protagonista agli Oscar del 1963 per il film Anna dei miracoli, in cui recitò con Anne Bancroft.
- Maximilian Schell, interpretato da Phillip Boyd, attore vincitore della categoria Miglior Attore agli Oscar del 1962 per il film Vincitori e vinti.
- David Lean, interpretato da Anthony Crivello, regista vincitore della categoria Miglior Regista agli Oscar del 1963 per il film Lawrence d'Arabia.
- Gregory Peck, interpretato da Bryant Boon, attore vincitore della categoria Miglior Attore agli Oscar del 1963.
- William Castle, interpretato da John Waters, direttore e produttore del film del 1964 dove recitò Joan Crawford 5 corpi senza testa.
- George Cukor, interpretato da John Rubinstein, direttore cinematografico e amico di sempre di Joan Crawford.
- Agnes Moorehead, interpretata da Earlene Davis, attrice che recitò con Bette Davis in Piano...piano, dolce Carlotta.
- Joseph Cotten, interpretato da Matthew Glave, attore che recitò con Bette Davis in Piano...piano, dolce Carlotta.

### Seconda stagione:Capote vs. The Swans

#### Principali
- Babe Paley, interpretata da Naomi Watts, doppiata da Barbara De Bortoli.
- Slim Keith, interpretata da Diane Lane, doppiata da Roberta Pellini.
- C. Z. Guest, interpretata da Chloë Sevigny, doppiata da Sabrina Duranti.
- Lee Radziwill, interpretata da Calista Flockhart, doppiata da Cristina Boraschi.
- Ann Woodward, interpretata da Demi Moore, doppiata da Roberta Paladini.
- Joanne Carson, interpretata da Molly Ringwald, doppiata da Chiara Colizzi.
- Bill Paley, interpretato da Treat Williams, doppiato da Luca Biagini.
- Jack Dunphy, interpretato da Joe Mantello, doppiato da Riccardo Polizzy Carbonelli.
- John O'Shea, interpretato da Russell Tovey, doppiato da Jacopo Venturiero.
- Truman Capote, interpretato da Tom Hollander, doppiato da Fabrizio Vidale.

#### ricorrenti
- Lillie Mae Faulk, interpretata da Jessica Lange, doppiata da Micaela Esdra

## Produzione
Ogni stagione si presenta come un'autonoma miniserie narrante celebri rivalità nell'immaginario collettivo. Creata da Ryan Murphy, si pone come la sua terza serie antologica dopo le due serie di successo American Horror Story e American Crime Story. La prima stagione, Bette and Joan, è andata in onda in America dal 5 marzo 2017 al 23 aprile 2017.
Il 28 febbraio 2017 FX aveva rinnovato la serie per una seconda stagione che si sarebbe dovuta intitolare Buckingham Palace, incentrata sulla storia di Carlo e Diana d'Inghilterra; tuttavia nell'agosto 2018 è stato annunciato il suo annullamento.
Il 1º aprile 2022 è stato annunciato che la seconda stagione si sarebbe intitolata Capote vs. The Swans, scritta da Jon Robin Baitz, diretta da Gus Van Sant, e con Naomi Watts come protagonista. La stagione è ispirata a quanto raccontato nel libro di Laurence Leamer del 2021 Capote's Women: A True Story of Love, Betrayal, and a Swan Song for an Era.

## Accoglienza
La prima stagione Bette and Joan ha ricevuto ampi consensi da parte della critica specializzata. L'aggregatore di recensioni Rotten Tomatoes ha registrato un indice di gradimento dell'89%, con un voto medio di 8.1 su 10 basato su 75 recensioni e un giudizio riassuntivo che recita: «Nonostante sia folle e dolcemente indulgente, Feud: Bette e Joan fornisce una notevole comprensione dell'umanità, della tristezza e del dolore, mentre allegramente alimenta le menti curiose di pettegolezzi.» Su Metacritic ottiene invece un punteggio di 81 su 100 che indica "recensioni universalmente positive".

## Riconoscimenti
- 2 premi e 18 candidature ai Premi Emmy
- 4 candidature ai Golden Globe
- Programma TV dell'anno agli AFI Awards
- 4 candidature agli Awards Circuit Community Awards
- 6 candidatura ai Critics' Choice Awards
- 1 premio e 3 candidature ai Dorian Award
- 2 candidature agli Screen Actors Guild Awards
- 8 candidature ai Gold Derby Awards
- 3 candidatura ai Golden Trailer Awards
- 1 candidatura ai BAFTA TV Awards
- 3 candidature ai TCA Awards
- 1 candidatura agli Imagen Foundation Awards
- 1 candidatura ai Jerry Goldsmith Awards
- 3 premi e 18 candidature agli Online Film & Television Association
- 7 candidature al Satellite Award
- 1 candidatura ai World Soundtrack Awards
- 1 candidatura ai American Cinema Editors
- 1 candidatura agli Writers Guild of America
- 1 candidatura agli Art Directors Guild Awards
- 2 premi e 2 candidature agli Hollywood Makeup Artist and Hair Stylist Guild Awards
- 1 candidatura ai PGA Awards
- 1 candidatura ai Costume Designers Guild Awards
- 1 candidatura ai Guild of Music Supervisors Awards
- 1 candidatura ai Motion Picture Sound Editors
- 1 candidatura ai Publicists Guild of America
- 1 candidatura ai GLAAD Media Awards